# Die Heuwels Fantasties
Die Heuwels Fantasties is een Zuid-Afrikaanse band, bij oprichting bestaande uit Hunter Kennedy, Pierre Greef en Johnny de Ridder. Hierna zijn Philip Erasmus op drums en Fred den Hartog op gitaar erbij gekomen.
De band komt uit Bellville, een voorstad van Kaapstad en de leden maken onder andere deel uit van Fokofpolisiekar (Hunter Kennedy en Johnny de Ridder), aKING (Hunter Kennedy) en Lukraaketaar (Pierre Greeff). Men zingt in het Afrikaans.
Naar eigen zeggen schreven Hunter en Pierre hun eerste liedje samen toen de een 15 en de ander 16 was. Hunter speelde toentertijd nog in de band New World Inside en Pierre bij Time Spent. Nadat hun bands in 2007 een korte pauze namen werd besloten tot oprichting van Die Heuwels Fantasties.
Na een eerdere release van de single Pille Vir Kersfees, kwam op 19 maart 2009 het eerste album Die Heuwels Fantasties uit. Hierop werken zij samen met meerdere Afrikaanse artiesten, zoals rapper Jack Parow, Francois van Coke (bandlid van Fokofpolisiekar), Laudo Liebenberg (aKING), Adriaan Brand (Springbok Nude Girls) en Neil Basson (Foto na Dans). Het album kwam uit op het eigen label van Hunter en Pierre, Supra Familias.
Voor het uitbrengen van het album had de band al twee singles gratis op Last.fm gezet, die door duizenden luisteraars gehoord werden. Nadat enkele radiostations in Zuid-Afrika de muziek opgemerkt hadden, kwamen de eerste optredens voor de band op grote festivals en volgde een nominatie voor een MK Award voor de single Vinger Alleen. In 2010 won de band een Zuid-Afrikaanse muziekprijs (een SAMA, South-African Music Award) in de categorie "Beste alternatieve album in het Afrikaans" met het album Die Heuwels Fantasties.
Eind november 2010 heeft Die Heuwels Fantasties een deluxe editie van zijn eerste album uitgebracht, waarvan de eerste single 'Doodgewone Aand' op 12 augustus 2010 via een Facebookbericht naar buiten is gebracht. Voor deze deluxe versie, waar naast bewerkte nummers van het originele album, eveneens nieuwe nummers op zijn verschenen, werd een wedstrijd uitgeschreven om de titel te bedenken. Deze wedstrijd is uiteindelijk gewonnen door Stefan van Zijl met zijn titel 'Vlae, waansin, trompette, jasmyn.'. Doodgewone Aand maakt tevens onderdeel uit van de soundtrack van de Zuid-Afrikaanse film Bakgat 2, die in december 2010 uitkomt.
Op 11 maart 2011 is het tweede album Wilder as die Wildtuin uitgekomen in Zuid-Afrika. Met het album is er een meer elektronische weg ingeslagen. Ook was bandlid Johnny de Ridder minder betrokken bij het album gezien andere bezigheden, waardoor hij vrijwel enkel bij het produceren een rol heeft gekend. Het is de vraag of het album ook in Nederland uitgebracht zal worden door een platenlabel.
Naast eigen nummers werkt de band ook samen met de Zuid-Afrikaanse rapper Jack Parow. Zo speelt men mee op de single 'Tussen Stasies' op zijn debuutalbum en vallen zijn raps te horen in het nummer 'Die Vraagstuk' op het eerste album van Die Heuwels Fantasties.
In 2011 behaalde het tweede album van Die Heuwels Wilder as die Wildtuin de eerste plaats in Zuid-Afrika's nationale album verkooplijst van de SAUK. Dit was voor het eerst in de 40-jarige geschiedenis van de lijst dat een Afrikaanstalig muziekalbum de eerste plaats behaalde. Voor de clip van Hyg Duiwel kreeg Die Heuwels in 2011 een MK-award voor beste videoclip (het nummer Hyg Duiwel is afkomstig van het eerste album). Deze clip werd in zijn geheel in Nederland opgenomen.
Eind 2012 heeft Die Heuwels een nieuw album gelanceerd, namelijk "Alles Wat Mal Is". In 2017 verscheen het nieuwe album Okay!.